# Droguetia gaudichaudiana
Droguetia gaudichaudiana är en nässelväxtart som beskrevs av W. Marais. Droguetia gaudichaudiana ingår i släktet Droguetia och familjen nässelväxter. Inga underarter finns listade i Catalogue of Life.